# Gimnastică la Jocurile Olimpice de vară din 2020 - Cal cu mânere
Proba masculină de gimnastică cal cu mânere de la Jocurile Olimpice de vară din 2020 a avut loc în perioada 24 iulie-1 august 2021 la Ariake Gymnastics Centre.

## Program
Orele sunt ora Japoniei (UTC+9) 
| Data                   | Timp              | Etapă                                           |
| ---------------------- | ----------------- | ----------------------------------------------- |
| Sâmbătă, 24 iulie 2021 | 10:00 14:30 19:30 | Subdiviziunea 1 Subdiviziunea 2 Subdiviziunea 3 |
| Luni, 1 august 2021    | 18:41             | Finala                                          |

## Rezultate

### Calificări
| Loc | Gimnast                | Dificultate | Execuție | Penalizare | Total  | Rezultat |
| --- | ---------------------- | ----------- | -------- | ---------- | ------ | -------- |
| 1   | Lee Chih-kai (TPE)     | 6,4         | 8,866    |            | 15,266 | C        |
| 2   | Rhys McClenaghan (IRL) | 6,5         | 8,766    |            | 15,266 | C        |
| 2   | Kohei Kameyama (JPN)   | 6,5         | 8,766    |            | 15,266 | C        |
| 4   | Alec Yoder (USA)       | 6,4         | 8,800    |            | 15,200 | C        |
| 5   | Max Whitlock (GBR)     | 6,8         | 8,100    |            | 14,900 | C        |
| 6   | Sun Wei (CHN)          | 6,3         | 8,533    |            | 14,833 | C        |
| 7   | Kazuma Kaya (JPN)      | 6,4         | 8,433    |            | 14,833 | C        |
| 8   | Daiki Hashimoto (JPN)  | 6,5         | 8,266    |            | 14,766 | –        |
| 9   | David Belyavskiy (COR) | 6.4         | 8.333    |            | 14.733 | Q        |
| 10  | Matvei Petrov (ALB)    | 6,5         | 8,233    |            | 14,733 | R1       |
| 11  | Joe Fraser (GBR)       | 6,3         | 8,366    |            | 14,666 | R2       |
| 12  | Zou Jingyuan (CHN)     | 5,9         | 8,700    |            | 14,600 | R3       |

Reserves
Rezervele pentru finala de la cal cu mânere au fost:
1. Matvei Petrov (ALB)
2. Joe Fraser (GBR)
3. Zou Jingyuan (CHN)

Doar doi gimnaști din aceeași țară s-au putut califica în finală. Gimnastul care nu s-a calificat din cauza cotei de reprezentare națională, dar a avut un scor care i-ar fi permis calificarea a fost:
- Daiki Hashimoto (JPN)

### Finala
Sursa
| Loc | Gimnast                | Dificultate | Execuție | Penalizare | Total  |
| --- | ---------------------- | ----------- | -------- | ---------- | ------ |
| 1   | Max Whitlock (GBR)     | 7,0         | 8,583    |            | 15,583 |
| 2   | Lee Chih-kai (TPE)     | 6,7         | 8,700    |            | 15,400 |
| 3   | Kazuma Kaya (JPN)      | 6,6         | 8,300    |            | 14,900 |
| 4   | David Belyavskiy (COR) | 6.4         | 8.433    |            | 14.833 |
| 5   | Kohei Kameyama (JPN)   | 6,8         | 7,800    |            | 14,600 |
| 6   | Alec Yoder (USA)       | 6,4         | 8,166    |            | 14,566 |
| 7   | Rhys McClenaghan (IRL) | 6,4         | 6,700    |            | 13,100 |
| 8   | Sun Wei (CHN)          | 6,3         | 6,766    |            | 13,066 |